# Tepuihyla rodriguezi
Az Tepuihyla rodriguezi a kétéltűek (Amphibia) osztályának békák (Anura) rendjébe és a levelibéka-félék (Hylidae) családjába tartozó faj.

## Előfordulása
A faj Venezuelában és valószínűleg Guyanában él. Természetes élőhelye szubtrópusi vagy trópusi magashegyi bozótosok, mocsarak, időszakos édesvizű mocsarak. A fajt élőhelyének elvesztése fenyegeti.